# 老田寮
老田寮，原寫為老田藔，是臺灣苗栗縣頭屋鄉的一個傳統地域名稱，位於該鄉東北部。相較於今日行政區，其範圍大致為明德村老田寮溪以北部分。
明德水庫位於本地區南部邊界地帶。

## 歷史
台灣清治末期至日治初期，老田寮地區為一街庄，稱為「老田藔庄」，隸屬於苗栗一堡。該庄北與造橋庄、赤崎仔庄、大桃坪庄為鄰，東與獅潭庄為鄰，南邊隔老田寮溪與仁隆庄為界，西邊為外獅潭庄。
1901年（日治明治三十四年）11月，全台廢縣廳改設二十廳，該庄隸屬於苗栗廳。1909年（明治四十二年）10月，合併二十廳為十二廳，該庄改隸屬於新竹廳。1920年（大正九年），廢十二廳改設五州二廳，該庄改制並雅化為「老田寮」大字，隸屬於新竹州苗栗郡頭屋庄。
戰後頭屋庄改制為頭屋鄉，隸屬於新竹縣，大字亦改制為村。1950年桃、竹、苗分治，頭屋鄉改隸屬於苗栗縣。

## 聚落
本地區發展較早的聚落有老田藔、加苳坑等，在日治期初期的官方地圖上已有記載。此外，本地區尚有上庄、下庄、新莊、北坪、出水坑、芎蕉坑、砂坑、上坪、暗潭坑等聚落。

## 交通
省道台13線是香山內湖至豐原的幹道，其中尖山至豐原路段俗稱「尖豐公路」，大致以西北西—東南東走向轉縱向再轉東北—西南走向再轉縱向再轉東西向蜿蜒經過老田寮地區西部。由該道路向西北西轉東北再轉北可前往造橋東部、頭份西部、竹南、香山內湖並止於於省道台1線路口，向西轉西南西可前往頭屋市區、苗栗、銅鑼、三義等地。
縣道126號是後龍外埔至獅潭永興的道路，大致以西向東與台13線共線進入本地區，轉向北至下庄轉東獨行，經老田寮聚落後沿明德水庫北岸蜿蜒而行，於上坪東南側轉東南過明德四號橋離開本地區。由該道路向西轉西南西與省道台13線共線可前往國道1號頭屋交流道，過國道1號高架橋下後轉西北西獨行，穿越頭屋市區後可前往後龍、外埔並止於外埔大排南岸道路路口；向東南轉東北再轉東南蜿蜒而行可前往仁隆竹排潭、獅潭永興並止於省道台3線路口。
鄉道苗12線是後龍至錦水的道路，其東側端點位於本地區西北部茄苳坑旁省道台13線路口。由此向西北轉東北至本地區北部邊界，轉西南西與鄉道苗14-1線共線並沿邊界蜿蜒而行，至本地區西北角界點附近出境後轉向西獨行，其後轉北至新庄再轉西南可前往牛欄湖、新港、後龍市區並止於縣道126號路口。
鄉道苗14-1線（田窩道）是大坪至老田寮的道路，其南側端點位於本地區西部茄苳坑橋南側的省道台13線路口。由此向西北轉西再轉南南西蜿蜒而後，出境後於外獅潭地區東部依順時針繞行近330度後轉東北回到本地區西北部邊界，其後轉北沿邊界蜿蜒而行，於本地區西北角附近轉東北東與鄉道苗12線共線並沿邊界而行，其後於僑樂國小西方續向東北東獨行並出境，至赤崎子地區的錦水轉向北可前往大坪聚落並止於鄉道苗14線路口。

## 學校
- 明德國小

## 水利設施
- 明德水庫

## 運動休閒
- 皇家高爾夫球場